# كيم بيرو
كيم بيرو (بالإنجليزية: Kim Perrot)‏ مواليد 18 يناير 1967 في لافاييت - الوفاة 19 أغسطس 1999، كانت لاعبة كرة سلة أمريكية بدأت مسيرتها الاحترافية في سنة 1997 وحملت الرقم 10. بلغ طولها 5 قدم 5 بوصة (1.7 م). اعتزلت اللعب في 1998. توفيت بسبب السرطان في عمر الثانية والثلاثين.

## روابط خارجية
- كيم بيرو على موقع الاتحاد الوطني لكرة السلة النسائية (الإنجليزية)
- كيم بيرو على موقع كلية كرة السلة في سبورتس رفرنس.كوم (الإنجليزية)
- كيم بيرو على موقع بروبوليرز (الإنجليزية)
- كيم بيرو على موقع سبورتس رفرنس (الإنجليزية)
- كيم بيرو على موقع قاعة لويزيانا للمشاهير الرياضية (الإنجليزية)